# كلية بيريا
كلية بيريا أو بيريا كولاج (بالإنجليزية: Berea College)‏ هي واحدة من كليات الفنون الحرة في بيريا، كنتاكي. تأسست الكلية في 1855، وتتميز بكونها تقدم تعليم مجاني ولكونها أول كلية مختلطة بين الإناث والذكور، وكذلك بين البيض والسود في الجنوب الأمريكي. ليس لدى بيريا رسوم تعليمية، وكل طالب مقبول في الكلية تقدم له منحة دراسية تغطى كل سنين التمدرس الأربعة.
بيريا تقدم شهادة البكالوريوس في 32 تخصص. للكلية برنامج عمل متكامل، وكل طالب موجب بالعمل على الأقل 10 ساعات في الأسبوع في أي من أقسام الكلية المقدر عددها بأكثر من 130 قسما. معظم طلاب بيريا يأتون من منطقة جبال الأبلاش الجنوبية، لكن هناك طلاب من 46 ولاية أمريكية و58 بلدا حول العالم. حوالي ثلث طلبة الكلية هم من الأقليات العرقية أو من الأجانب.

## تاريخ
تأسست الكلية سنة 1855 من طرف جون غريج فيي (1816–1901) كاهن وإبطالي أمريكي. فتحت الكلية أبوابها للطلبة البيض والسود على حد سواء، وهذا ما جعلها أول جامعة في الجنوب الأمريكي التي لم تمارس التفرقة العنصرية. إضافة إلى ذلك، بيريا كانت واحدة من قلائل مؤسسات التعليم العالي المفتوحة للطلبة من كلا الجنسين في أوساط القرن التاسع عشر. في عام 1873 تخرج الفوج الأول من الطلبة حاملين لشهادة البكالوريوس. في عام 1904 أجبرت الكلية على إنهاء التعليم المختلط للبيض والسود، بهذا أصبحت بيريا كغيرها من الكليات التي تمارس سياسة الفصل العنصري، واستمر هذا لغاية عام 1950 أين استطاعت الكلية من جديد قبول طلبة من كلا العرقين. خلال الحرب العالمية الثانية، شارك عدد من طلاب بيريا في حملة دعم القوات البحرية الأمريكية، إلى جانب طلبة من 131 جامعة عبر الولايات المتحدة. إلى غاية عام 1968 كانت بريا تضم ثلاث مؤسسات، واحدة لكل طور تعليمي، لكن في ذلك العام أصبحت بيريا مؤسسة تعليم عالي فقط.

## التعليم
بيريا تتبع نظام الدورات، ويجب على كل طالب دراسة ثلاث دورات على الأقل في كل سداسي. يسمح للطلبة المتميزين من ذوي التحصيل العلمي العالي بدراسة 4.75 دورات أو أكثر في السداسي. يستطيع الطلبة أخذ ما بين دورة واحدة و2.25 دورة خلال فصل الصيف. بيريا لا تسمح بنظام المداومة الجزئي ما عدا خلال فصل الصيف، وكل الطلبة مطالبون بمتابعة نظام الدوام الكلي. يجب على الطلبة الحصول على معدل 2.0 من 4.0 على الأقل.

### التصنيف
في عام 2019، صنفت مجلة «واشنطون مونثلي» بيريا في المرتبة الرابعة من بين كليات الفنون الحرة في الولايات المتحدة من حيث المساهمة قي المصلحة العامة. في عام 2020، صنفت «يو إس نيوز آند وورد ريبورت» بيريا في المرتبة 46 على مستوى الولايات المتحدة، والثانية من حيث الإبتكار، والرابعة من حيث جودة التعليم الجامعي. في عام 2019، صنفت مجلة «كيبلنغر» بيريا في المرتبة 35 من بين 149 من حيث جودة التعليم.

### المنح الدراسية ونطام العمل
تقدم بيريا منحة دراسية تغطي كل الرسوم الدراسية، كما أن العديد من الطلبة يحصلون على منح إضافية لتغطية رسوم الإقامة والسكن الجامعي. تقدر المنحة الحالية بـ150,000 دولار أمريكي، بمعدل 39,400 دولار لكل عام. حوالي ثمانية من المائة من الطلاب أجانب، وهم يحصلون على نفس المنح الدراسية المقدمة للطلبة الأمريكيين.
جميع الطلبة في بيريا مطالبون بالعمل 10 ساعات أو أكثر خلال الأسبوع. بيريا واحدة من ثماني مؤسسات تعليم عالي في الولايات المتحدة الأمريكية التي لديها نظام تعليم وعمل إجباري. يعمل الطلبة في مناصب متنوعة، مثل المساعدة في مقصف الجامعة، المساعدة في حدائق الجامعة، مهن التنظيف، أعمال السكرتارية، ومساعدو الأساتذة. إضافة لذلك، يعمل بعض الطلبة في مهن الحرف التقليدية الخاصة بمنطقة جبال الأبلاش الأمريكية.

### الهوية المسيحية
تأسست بيريا على يدي المسيحيين البروتستانت، وتحافظ بيريا على هويتها المسيحية لكنها لا تتبع أية طائفة مسيحية محددة. شعار الجامعة «خلق الله الناس جميعا من دم واحد» مقتبس من إنجيل سفر أعمال الرسل. جميع الطلبة مطالبون بدراسة مادة مفاهيم الديانة المسيحية. حرصا من الجامعة على احتواء الطلبة من جميع الديانات، يتم تدريس المادة بشكل يحترم ديانة كل طالب.

### مكتبة الكلية
تحتوى مكتبة الكلية، مكتبة هاتشنز، على مجموعة شاملة من الكتب، الأرشيف، التاريخ، والموسيقى الخاصة بمنطقة الأبلاش الجنوبية.

## حياة الطلبة
بدءا من عام 2002، يحصل كل طالب على حاسوب شخصي، ويستطيعون إبقاءه بعد التخرج. عموما، يمنع على الطلبة إحضار سياراتهم الخاصة إلى الكلية، ما عدا البعض ممن يحصلون على رخص خاصة. توفر الجامعة نظام نقل بالحافلة للسماح بتنقل الطلبة.

## خريجون وأساتذة مميزون
من بين خريجي الجامعة المميزين يوجد جون فين الحاصل على جائزة نوبل في الكيمياء سنة 2002، هوراس ترينت فيزيائي وصاحب التمثيل الكهربي الميكانيكي المعروف بـ تمثيل ترينت، بيل هوكس وهي كاتبة أمريكية، جوليا بريتون هووكس وهي ناشطة في مجال الحقوق، وخوانيتا كرابس وهي وزيرة التجارة الأمريكية ما بين 1977 و1979.